# Фэрфорд (Алабама)
Фэрфорд (англ. Fairford)  - Статистически обособленная местность и Невключённая территория в округе Вашингтон в штате Алабама США.
Население территории включает 186 человек согласно переписи населения 2010 года.